# Cary Travers Grayson

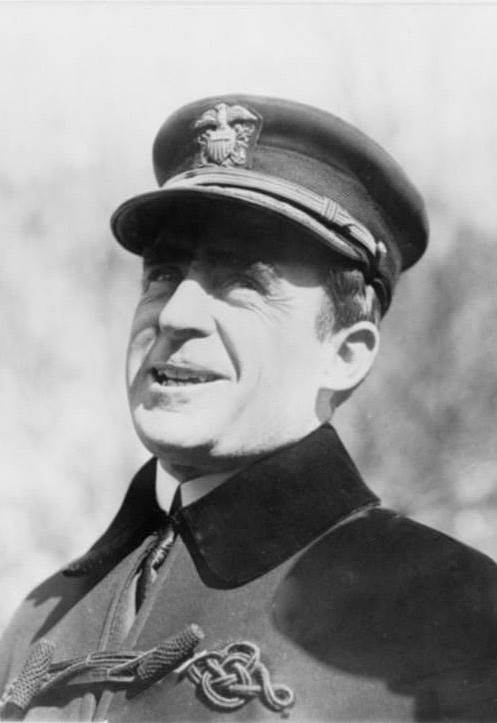
Cary Travers Grayson, 1920

Cary Travers Grayson (* 11. Oktober 1878 in Culpeper, Virginia, USA; † 15. Februar 1938 in Washington, D.C.) war Konteradmiral und Arzt im Sanitätsdienst der United States Navy und später Leibarzt der US-Präsidenten Theodore Roosevelt, William Howard Taft und Woodrow Wilson. Von 1935 bis 1938 wirkte er als Chairman des Amerikanischen Roten Kreuzes sowie der Liga der Rotkreuz-Gesellschaften, der heutigen Internationalen Föderation der Rotkreuz- und Rothalbmond-Gesellschaften.

## Leben
Cary Travers Grayson begann nach dem Ende seines Medizinstudiums im Juli 1903 eine Armeelaufbahn als Assistenzarzt. Er wurde mit dem Navy Cross ausgezeichnet, der zweithöchsten Auszeichnung der Vereinigten Staaten. Im Dezember 1912 wechselte er nach Washington, D.C. in das Bureau of Medicine and Surgery (Amt für Medizin und Chirurgie), die leitende Behörde der US-Navy für medizinische Angelegenheiten. Im Rahmen dieser Tätigkeit wurde er auch Berater im Weißen Haus und Leibarzt von drei US-Präsidenten. Insbesondere das Verhältnis zwischen Grayson und Wilson galt als eng und freundschaftlich. 
Am 24. Mai 1916 heiratete er Alice Gertrude Gordon, zusammen hatten sie später drei Söhne. Am 29. August des gleichen Jahres wurde er zum Konteradmiral befördert. Nach seiner Versetzung in den Ruhestand am 20. Dezember 1928 erhielt er das Navy Cross, die zweithöchste Auszeichnung für Angehörige der Seestreitkräfte der USA. Darüber hinaus wurde er von der französischen Regierung zum Kommandeur der Ehrenlegion ernannt.
Nach dem Ende seiner Armeekarriere war er von 1935 bis zu seinem Tod Chairman des Amerikanischen Roten Kreuzes sowie der Liga der Rotkreuz-Gesellschaften. In beiden Ämtern war er der Nachfolger von John Barton Payne. Während seiner Amtszeit organisierte das Amerikanische Rote Kreuz 1937 großangelegte Hilfsaktionen für die Opfer von Überschwemmungen des Ohio und des Mississippi. Sowohl an der Spitze des Amerikanischen Roten Kreuzes als auch der Liga folgte ihm Norman Davis im Amt.
Bestattet wurde er auf dem Arlington National Cemetery. Der Zerstörer USS Grayson (DD-435), im Dienst der US-Navy von Juli 1939 bis Februar 1947, wurde nach ihm benannt.